# Stiftung F. C. Gundlach
Die gemeinnützige Stiftung F. C. Gundlach ist eine rechtsfähige Stiftung bürgerlichen Rechts. Sie wurde am 8. März 2000 von dem Fotografen und Sammler Franz Christian Gundlach (1926–2021) ins Leben gerufen und hat ihren Sitz in Hamburg.

## Leitbild
Die Stiftung widmet sich der Förderung von Kunst und Kultur sowie Wissenschaft und Forschung auf dem Gebiet der Fotografie, insbesondere der Förderung der Fotografie als künstlerisch und gesellschaftlich bedeutendes Kulturgut. In der Erfüllung dieses Stiftungszwecks pflegt und präsentiert sie die Sammlung F. C. Gundlach sowie das fotografische Werk des Stifters und eine Vielzahl von fotografischen Konvoluten, Zustiftungen und Nachlässen. 
In enger Kooperation mit dem von Gundlach 2003 gegründeten Haus der Photographie in den Deichtorhallen Hamburg, das mit rund 8.500 Exponaten den Kernbestand der Sammlung F. C. Gundlach zum „Bild des Menschen in der Fotografie“ verwaltet, erarbeitet die Stiftung Ausstellungen, Fotobücher und Projekte und garantiert so die stetige Auseinandersetzung mit ihren Beständen.

## Gremien
Die Stiftungsorgane bestehen aus dem Vorstand und dem Stiftungsrat.

## Projekte
Als operative Stiftung konzentriert sich die Stiftung auf von ihr selbst initiierte Vorhaben. Seit ihrer Gründung sind neben vielen Ausstellungsbeteiligungen aus dem Sammlungsbestand unter anderem die Ausstellungen A Clear Vision (2003) und The Heartbeat of Fashion (2006) für das Haus der Photographie Hamburg, More Than Fashion für das Moscow House of Photography (2011) und Vanity für die Kunsthalle Wien (2011) mit einer weiteren Station im Nationalmuseum Krakau (2013) entstanden.
Die Ausstellung Martin Munkacsi – Think while you shoot konnte nach ihrer Eröffnung 2005 im Haus der Photographie Hamburg (2005) außerdem im Martin-Gropius-Bau Berlin (2006), im International Center of Photography New York (2007), im San Francisco Museum of Modern Art (2007), im Moscow House of Photography (2010), im Ludwig Museum Budapest (2011) und im Kunstfoyer München (2012) gezeigt werden.
Aus dem Œuvre des Stifters entstanden unter anderem die Ausstellungen Bilder machen Mode für die Neue Galerie des Joanneums Graz (2004), F. C. Gundlach. Das fotografische Werk für das Haus der Photographie Hamburg (2008) mit weiteren Stationen im Martin-Gropius-Bau Berlin und dem Neuen Museum Nürnberg, Berliner Durchreise 2011 in der Galerie Contemporary Fine Arts Berlin (2011) und The Middle East in the 50s and 60s in der Sfeir-Semler Gallery Beirut. Es folgen On the Wings of Fashion (2015) in der Galerie AbtArt Stuttgart, 90 Jahre – 90 Bilder (2016) bei Contemporary Fine Arts CFA Berlin, Eyes on Paris (2016) bei Dear Photography Hamburg und Around the World in Fashion (2018) im InterContinental Düsseldorf. Darauf folgen 500.000 Meilien – mit F. C. Gundlach um die Welt in der Photobastei Zürich, sowie Big Shots bei Contemporary Fine Arts Zürich, F. C. Gundlachs Südamerika bei Flo Peters Gallery und Generation Gundlach in der Elbschloss Residenz Hamburg (alle 2019).

## Archive
Die Stiftung F.C. Gundlach betreut neben dem Œuvre ihres Stifters die Werke von vier weiteren bedeutenden deutschen Fotografen – Wilfried Bauer (1944–2005), Peter Keetman (1916–2005), Werner Rohde (1906–1990) und Toni Schneiders (1920–2006).
Gemeinsam mit der Deutschen Fotothek Dresden hat die Stiftung F. C. Gundlach darüber hinaus das Archiv der Fotografen konzipiert, welches im September 2012 seine Tätigkeit aufgenommen hat und als Ansprechpartner, analoges Archiv und digitales Schaufenster Verantwortung für unser kulturelles Erbe in Form fotografischer Werke und Nachlässe übernimmt.
Mit der Ausstellung Peter Keetman. Gestaltete Welt (2016) konnte erstmals im Museum Folkwang Essen eine umfassende Retrospektive des Fotografen und fotoform Mitglieds Peter Keetman gezeigt werden. Im Herbst 2016 folgten mit dem Haus der Photographie Deichtorhallen Hamburg und dem Kunstfoyer München (2017) weitere Stationen.
Neben den Archiven verwaltet die Stiftung F. C. Gundlach bedeutende fotografische Konvolute, u. a. das von Konrad Helbig, dem 2018 im LVR-Landesmuseum Bonn in Kooperation mit demselbigen und der Deutschen Fotothek Dresden im Rahmen der Ausstellungsreihe Aus den Archiven eine erste umfassende Werkschau mit dem Titel Konrad Helbig. Am Mittelmeer. Fotografische Erkundungen gewidmet wurde.
Die Kooperation zwischen der Stiftung F.C. Gundlach, der Deutschen Fotothek Dresden und dem LVR-Landesmuseum setzt sich fort in der Ausstellung [Return] Fotografie in der Weimarer Republik (2018) im Rahmen der Triennale Hamburg im Altonaer Museum.